# Руис, Элькин
Эльки́н Эдуа́рдо Руи́с Ко́нго (исп. Elkin Eduardo Ruiz Congo; род. 27 мая 2006, Кито) — эквадорский футболист, защитник клуба «Индепендьенте дель Валье».

## Клубная карьера
Руис — воспитанник клуба «Индепендьенте дель Валье». 2 декабря 2023 года в матче против «Эль Насьональ» он дебютировал в эквадорской Примере.

## Международная карьера
В 2023 году в составе юношеской сборной Эквадора Руис принял участие в домашнем юношеском чемпионате Южной Америки. На турнире он сыграл в матчах против сборных Колумбии, Уругвая, Парагвая, Аргентины, Венесуэлы, а также дважды Бразилии и Чили.
В 2023 году Руис принял участие в юношеском чемпионате мира в Индонезии. На турнире он сыграл в матчах против команд Индонезии, Марокко, Панамы и Бразилии.
В 2025 году в составе молодёжной сборной Эквадора Руис принял участие в молодёжном чемпионате Южной Америки в Венесуэле. На турнире он сыграл в матчах против команд Боливии, Колумбии и Аргентины.